# Pennsylvania (Schiff, 1854)
Die Pennsylvania war ein Seitenraddampfer, dessen Dampfkessel am 13. Juni 1858 auf dem Mississippi River in der Nähe von Memphis explodierten. Das Schiff brannte ab und ging unter, wobei unterschiedlichen Quellen zufolge zwischen 200 und 250 Menschen ums Leben kamen.

## Das Schiff
Der hölzerne Rumpf des Raddampfers Pennsylvania entstand 1854 in der Bauwerft Shousetown Boatyard in Glenwillard im US-Bundesstaat Pennsylvania. Fertiggestellt wurde das 486 Tonnen große Schiff aber in Pittsburgh. Es war 75,28 m lang und 9,75 m breit und wurde mit einer Dampfmaschine auf zwei Schaufelrädern angetrieben.
Die Pennsylvania wurde für die „Pittsburgh and Cincinnati Packet Line“ gebaut, für die sie Passagiere und Fracht auf dem Ohio und dem Mississippi transportierte.
Am 26. November 1857 kollidierte die Pennsylvania 28 Meilen nördlich von New Orleans mit dem Dampfer Vicksburg, was mehrere Monate Ausfall wegen Reparaturarbeiten zur Folge hatte. Erst am 27. Februar 1858 konnte sie ihren Dienst wieder aufnehmen. Das Schiff hatte nun einen neuen Eigner, die St. Louis, Cairo and New Orleans Railroad Line. Die Pennsylvania pendelte von da an zwischen New Orleans und St. Louis auf dem Mississippi River.
Zur Besatzung der Pennsylvania gehörte vorübergehend der junge Mark Twain, zu diesem Zeitpunkt noch unter seinem bürgerlichen Namen Samuel Clemens. Er war vom 27. September 1857 bis zum 5. Juni 1858 als Lotse auf dem Schiff tätig. Auch sein Bruder, Henry Clemens, war ein Mitglied der Mannschaft. Twain verließ die Pennsylvania acht Tage vor der Explosion.

## Das Unglück

### Explosion auf dem Mississippi River
Am Mittwoch, dem 9. Juni 1858 legte die Pennsylvania in New Orleans zu einer weiteren Fahrt nach St. Louis ab. Die genauen Angaben zur Zahl der Passagiere und Mannschaftsmitglieder gehen auseinander, aber in einer Quelle wird davon berichtet, dass neben 74 Besatzungsmitgliedern 125 Kajütpassagiere und 158 Deckpassagiere beim Ablegen an Bord waren.
Das Schiff legte Zwischenstopps in Baton Rouge, Natchez, Vicksburg und Napoleon ein, wo insgesamt weitere 72 Fahrgäste zustiegen. Zusammen mit der Besatzung waren mindestens 429 Menschen an Bord (in einigen Quellen wird von bis zu 450 Personen berichtet). Ein Großteil der Reisenden stammte aus New Orleans, darunter Angehörige des New Orleans Opera House und einige Nonnen des Old Ursuline Convent.
Das Kommando hatte der 48-jährige erfahrene Flusskapitän John Simpson Klinefelter, der von Anfang an Kapitän der Pennsylvania gewesen und auch Teilhaber des Unternehmens war, dem das Schiff gehörte. Für die Navigation mitverantwortlich waren die beiden Lotsen William T. Brown und George G. Ealer.
Gegen 06.00 Uhr morgens am 13. Juni befand sich die Pennsylvania etwa 70 Meilen südlich von Memphis, als zwischen Helena und Commerce auf der Höhe von Ship Island aus ungeklärter Ursache ihre Dampfkessel explodierten. Den späteren Berichten von Augenzeugen zufolge flogen die vorderen Decksaufbauten in die Luft. Nur wenige Passagiere befanden sich zu dem Zeitpunkt an Deck, viele waren noch im unteren Bereich. Von dem Lärm aufgeschreckt, strömten zahlreiche Menschen aus den hinteren Decksaufbauten, während Rauch- und Dampfwolken das Schiff einhüllten.
Viele Passagiere befürchteten, dass die Pennsylvania brannte, aber nach kurzer Zeit konnte festgestellt werden, dass dies nicht der Fall war. Daraufhin legte sich die allgemeine Aufregung etwas. Da die Kessel zerstört waren, driftete der Raddampfer manövrierunfähig in der Strömung. Kapitän Klinefelter befahl daraufhin, die Anker fallen zu lassen, aber das Wasser war zu tief und die Strömung zu stark, sodass die Pennsylvania weiter antriebs- und steuerlos abtrieb. Auch der Versuch, eine Leine an Land zu bringen, scheiterte, da das Schiff zu weit vom Ufer entfernt war.
Eine kleine Yawl von einem nahen Anlegeplatz kam der Pennsylvania zu Hilfe, um Passagiere aufzunehmen und an Land zu bringen. Wenige Minuten nach der Ankunft des Boots wurde entdeckt, dass die Pennsylvania doch brannte. Alarm wurde ausgelöst. Innerhalb kürzester Zeit stand das Schiff in Flammen. Panische Passagiere und Besatzungsmitglieder stürmten das Holzboot, das bis zum letzten Platz gefüllt wurde. Kapitän Klinefelter sprang ebenfalls hinein.
Da die Yawl nur wenige Ruder an Bord hatte und diese wegen der Überfüllung nicht ordnungsgemäß bedient werden konnten, schafften es die Insassen nicht sofort, von dem brennenden Schiff klarzukommen. Einige Insassen zogen sich zum Teil schwere Verbrennungen zu. Auf dem brennenden Schiff versuchten derweil viele noch an Bord befindliche Passagiere, ihr Gepäck vor den Flammen zu retten, und warfen es in das Segelboot. Dabei wurden einige Insassen von den auf sie herabstürzenden, schweren Koffern und Kisten verletzt.

### Rettung
Erst als die Strömung das Heck des Boots traf und es herumdrehte, entfernte es sich von der Pennsylvania und erreichte eine etwa eine Meile entfernte kleine Flussinsel namens Ship Island. Dort machte das Segelboot fest. Die zum Teil schwer verwundeten Geretteten konnten von dort aus das Festland nicht erreichen und warteten acht Stunden ohne medizinische Versorgung auf der Insel. Dazu litten die Schiffbrüchigen unter der gleißenden Sonne und den hohen Temperaturen.
Die Zurückgebliebenen auf der Pennsylvania erstickten entweder in dem Rauch, verbrannten oder ertranken nach dem Sprung vom Schiff.
Das erste Schiff am Unglücksort war der Dampfer Imperial, die die Überlebenden von der Insel holte, sie mit Verpflegung und medizinischer Behandlung versorgte und sie zu den Schiffen Kate Frisbee und Diana transferierte, die sie nach Memphis und New Orleans brachten. Auf dem Weg flussaufwärts versuchten beide Schiffe, weitere Menschen, die vom Schiff gesprungen waren, aus dem Wasser zu ziehen.
Die brennende Schiffshülle trieb noch etwa zweieinhalb Meilen den Fluss hinunter, strandete dann an einem Landvorsprung und brannte bis auf die Wasserlinie ab. Viel mehr als die Überreste der Kessel und anderer Maschinerie blieb von dem Wrack nicht übrig.
Zahlreiche Gerettete erlagen in den nächsten Tagen ihren Verletzungen, wodurch die Zahl der Todesopfer immer weiter anstieg. Henry Clemens, der Bruder von Mark Twain, überlebte zwar den Brand, starb aber am 21. Juni infolge seiner schweren Brandwunden. Die genaue Opferzahl ist nicht bekannt, sie lag den unterschiedlichen Quellen und Berichten zufolge zwischen 200 und 250.
Ein Überlebender sagte später aus, dass der verantwortliche Maschinist zum Zeitpunkt der Explosion nicht an seinem Posten, sondern an Deck in Gesellschaft einiger Frauen war. Was das Unglück letztendlich verursacht hat und warum sich das Feuer so schnell ausbreiten konnte, konnte nicht geklärt werden.